# Syntheta novaguinensis
Syntheta novaguinensis är en fjärilsart som beskrevs av George Thomas Bethune-Baker 1906. Syntheta novaguinensis ingår i släktet Syntheta och familjen nattflyn. Inga underarter finns listade i Catalogue of Life.